# Fuente de la Sardana

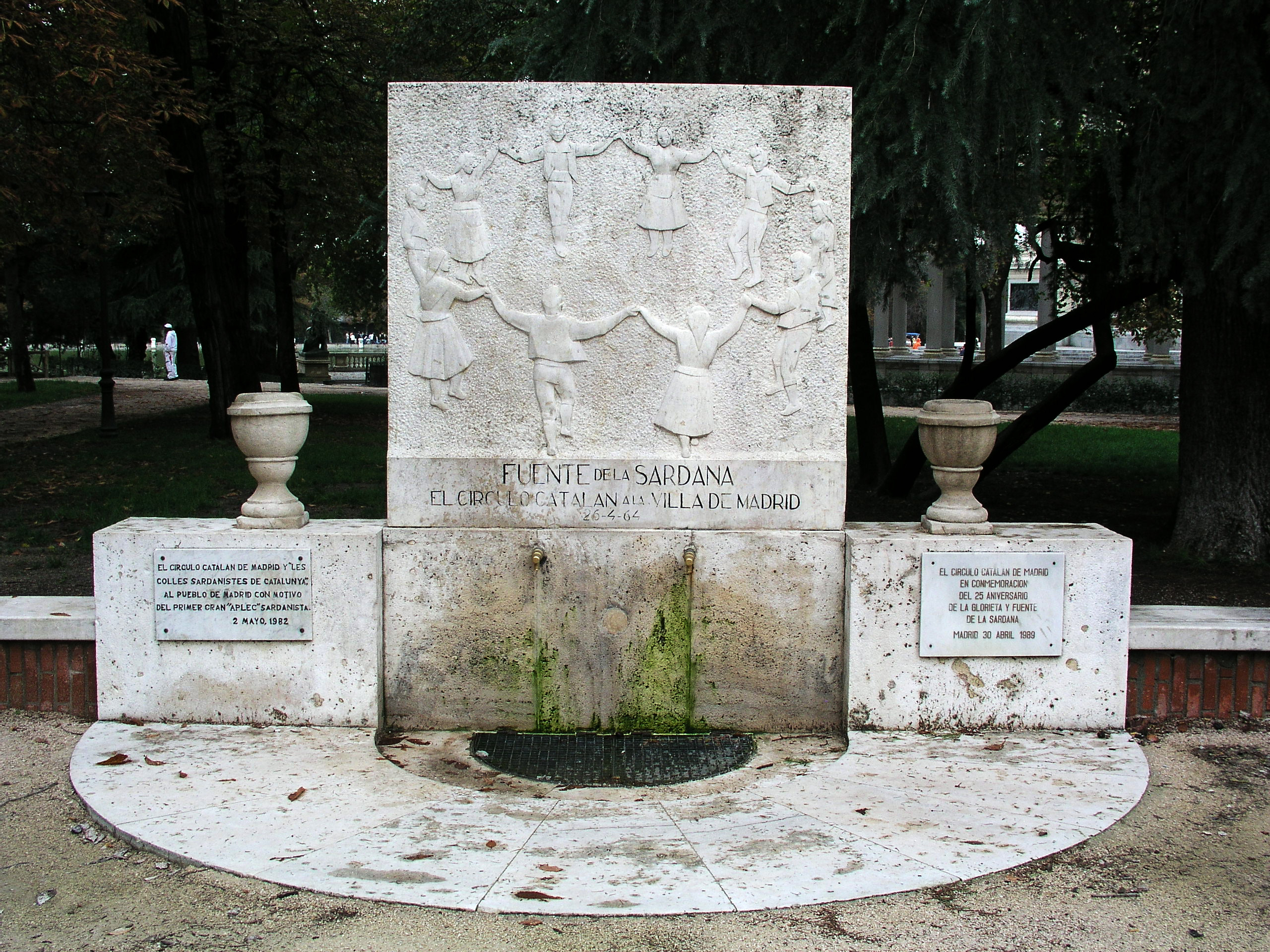
Fuente de la Sardana.

La fuente de la Sardana se encuentra en los jardines del Retiro de Madrid (España) en la glorieta de la Sardana. El relieve de la fuente muestra un grupo de figuras bailando una sardana catalana.

## Historia
Fue inaugurada el 26 de abril de 1964 por el Círculo Catalán de Madrid. 